# Melipotis argos
Melipotis argos là một loài bướm đêm trong họ Erebidae.